# ザンシア
ザンシア（Xanthia）とは、ショートドリンクに分類される、リキュールをベースとしたカクテルである。正式名称はザンシア・カクテルであるが、通常、ザンシアと省略するので以降もザンシアと記す。なお、Xanthiaを片仮名表記した時、ザンシア以外にも、サンシア、クサンシアなどと書かれることがある。カクテル名は、大英博物館に存在する、大理石製の彫像の名から取られたもの

。

## 標準的なレシピ
- シャルトリューズ・ジョーヌ
- チェリー・ブランデー
- ドライ・ジン

これらを、全て等量ずつ用いる。

### 作り方
シャルトリューズ・ジョーヌ、チェリー・ブランデー、ドライ・ジンをシェークして、カクテル・グラス（容量75〜90ml程度）に注げば完成である。

## バリエーション
チェリー・ブランデーを抜いて、その分ドライ・ジンを増量すれば、アラスカとなる。